# Elon Lindenstrauss
Elon Lindenstrauss (Jerusalém, 1 de agosto de 1970) é um matemático israelense.
Em 1988, Lindenstrauss representou Israel na Olimpíada Internacional de Matemática e ganhou uma medalha de bronze.
Foi laureado em 2001 com o Prémio Blumenthal, em 2009 com o Prémio Erdős e com o Prémio Fermat. Em 2010 no Congresso Internacional de Matemáticos em Hyderabad, Índia, foi laureado com a Medalha Fields.

## Pesquisa
Lindenstrauss atua na área de dinâmica, em particular na área da teoria ergódica e suas aplicações na teoria dos números. Com Anatole Katok e Manfred Einsiedler, ele progrediu na conjectura de Littlewood.
Em uma série de dois artigos (um em co-autoria com Jean Bourgain), ele fez um grande progresso na conjectura Arithmetic Quantum Unique Ergodicity de Peter Sarnak. A prova da conjectura foi concluída por Kannan Soundararajan.
Recentemente, com Manfred Einsiedler, Philippe Michel e Akshay Venkatesh, ele estudou distribuições de órbitas periódicas de torus em alguns espaços aritméticos, generalizando teoremas de Hermann Minkowski e Yuri Linnik.
Junto com Benjamin Weiss, ele desenvolveu e estudou sistematicamente o invariante da dimensão média introduzido em 1999 por Mikhail Gromov. Em trabalhos relacionados, ele introduziu e estudou a propriedade de limite pequeno e afirmou conjecturas fundamentais.

Entre seus co-autores estão Jean Bourgain, Manfred Einsiedler, Philippe Michel, Shahar Mozes, Akshay Venkatesh e Barak Weiss.